# Хофи, Ицхак
Ицхак Хофи (ивр. יצחק חופי‎; 25 января 1927, Тель-Авив — 15 сентября 2014, Тель-Авив) — израильский военный и политический деятель, генерал-майор Армии обороны Израиля. С апреля 1974 по 26 июня 1982 года — директор Моссада.

## Биография
Родился в 1927 году в Тель-Авиве в семье иммигрантов из Одессы. В 1944 году вступил в Пальмах, принимал участие в войне за независимость Израиля. После провозглашения независимости Государства Израиль продолжил службу в ЦАХАЛе. В армии прошёл все ступени карьерной лестницы и к началу войны Судного дня командовал войсками Северного военного округа. Был одним из тех военачальников, кто предвидел начало войны и настаивал на том, что эскалация военных приготовлений Сирии — подготовка к внезапному нападению. Войска Северного округа под командованием Ицхака Хофи встретили нападение Сирии на Голанские высоты во всеоружии и отбили его. После отставки начальника генштаба Давида Элазара, Хофи  занимал должность исполняющего обязанности начгенштаба. В 1974 году премьер-министр Израиля Ицхак Рабин назначил Хофи директором Моссада. Несмотря на то что Хофи не имел опыта работы в разведке, ему удалось добиться значительных успехов. Именно при нём в 1976 году в Энтеббе  бойцы Сайерет Маткаль провели операцию по освобождению 80 заложников-израильтян, удерживаемых палестинскими террористами на борту захваченного ими французского самолёта. А в июне 1981 года в ходе операции «Опера» израильской авиацией был разрушен иракский ядерный реактор Осирак. По его инициативе в Ливане были налажены контакты с представителями христианской маронитской общины, что дало возможность выхода на лидеров арабских государств. Считал, что Израиль должен иметь нормальные отношения с соседями и установил тайные контакты с руководством  Иордании и Марокко. И именно при помощи султана Марокко была организована встреча представителей Израиля и Египта, приведшая к визиту в ноябре 1977 года египетского президента Анвара Садата в Иерусалим и заключения в 1979 году мирного договора. В июне 1982 года Хофи оставил пост директора Моссада и ушёл в отставку. Жил с женой Эстер в Рамат-Гане. Был награждён знаком почётного жителя города.
В 1994 году был одним из создателей партии «Третий путь», однако год спустя покинул её.
15 сентября 2014 года, в возрасте 87 лет, Ицхак Хофи скончался.

## Образ Ицхака Хофи в кино
- «Мюнхен» / «Munich» (Франция, Канада, США; 2005) режиссёр Стивен Спилберг, в роли генерала Хофи — Сэмюэл Кэлдерон.